# 준치
준치(학명: Ilisha elongata)는 청어과에 속하는 물고기다.

## 특징
몸길이 50cm 정도이고 모양이 밴댕이와 비슷하다. 바닥이 모래나 개펄로 된 얕은 바다의 중층에 살며, 새우나 작은 물고기를 잡아먹는다. 산란기는 4-6월이며, 강 하구에 올라와 산란한다. 맛이 좋아 사람들에게 인기가 있으며, 이로 인해서 ‘썩어도 준치’라는 말이 생겨났다. 한반도 지역의 황해와 남해, 일본 열도·중국 대륙·동인도제도·싱가포르·인도 등지에 서식한다.

## 영양
준치는 단백질이 풍부하고 고단백 식품으로 섭취하기에 좋다. 특히 비타민 B1, B2 등 수용성 비타민이 풍부해 원기 회복에 도움을 주며 비타민 A, D, E도 상당히 많이 들어 있다. 영양학적으로도 쇠고기와 닭고기보다 단백질 함량이 생선 중에는 가장 많다.